# Sebastian Scharnagel
Franz Sebastian Scharnagel (* 4. Mai 1791 in Bamberg; † 13. April 1837 ebenda) war ein deutscher Maler.

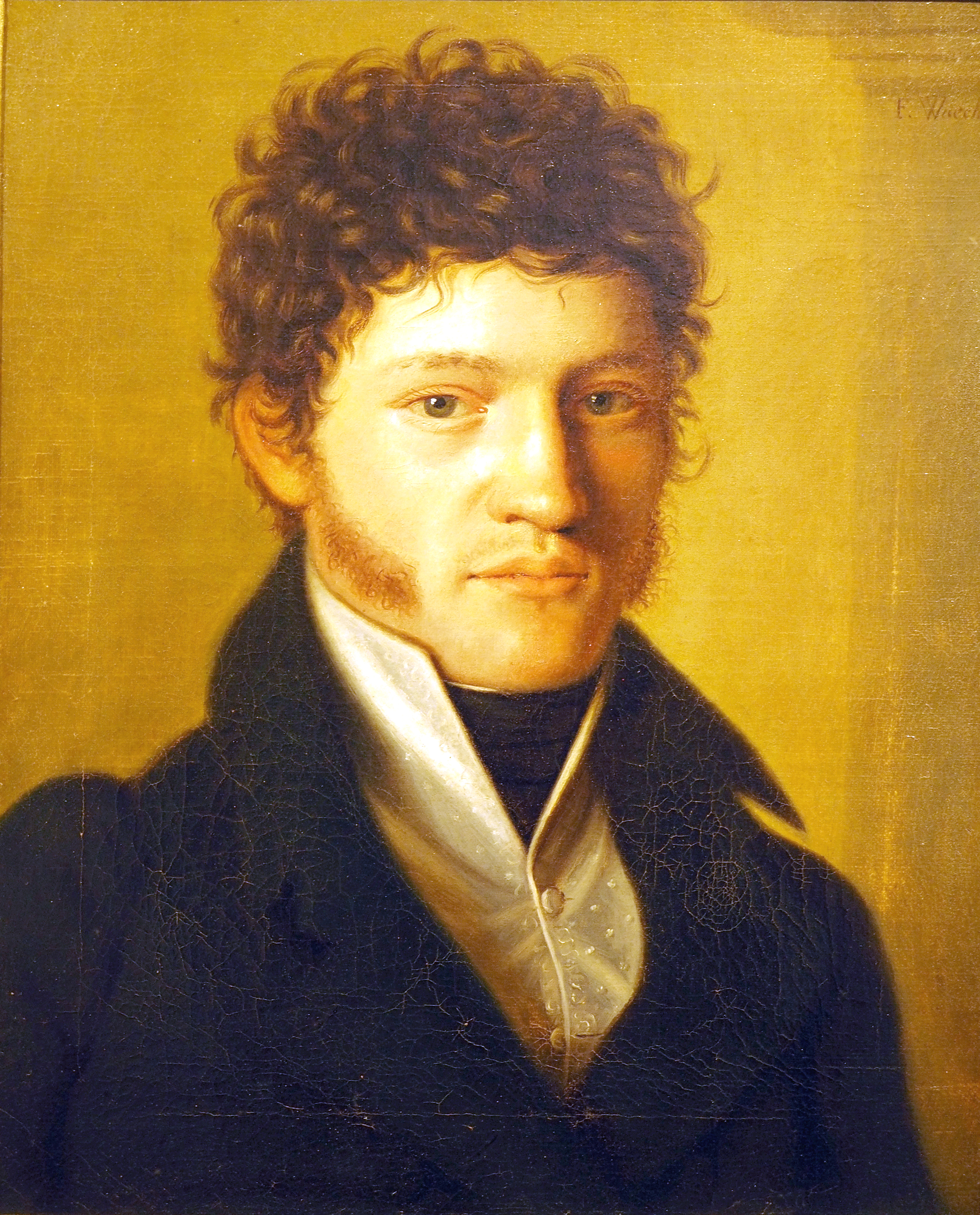
Franz Sebastian Scharnagel (1820/23)

## Leben
Sebastian Scharnagel wurde als Sohn eines Mehlhändlers in Bamberg geboren. Seine Onkel waren:
- Georg Joseph Scharnagel (* 22. Januar 1786 in Höchstädt; † 10. Oktober 1830 in Neusorg); Zeichner und Ingenieur. Er war ein Schüler von Leopold Westen (1750–1804) und erntete mit seinen Zeichnungen, Landschaften und Situationsplänen so viel Beifall, so dass er im Jahr 1810 die goldene Medaille erhielt. Im Jahr 1819 wurde er Revierförster;
- Valentin Scharnagel (1790 in Höchstädt; † 24. Juli 1817 in Bamberg), Maler. Ein Schüler von Adalbert Philipp Sensburg (1771–1821); er malte Miniaturportraits, wurde 1812 als Artillerieleutnant in Russland gefangen genommen, wo er sich durch Unterricht im Blumenmalen ernährte, er starb bald nach seiner Rückkehr.

Anfangs war Sebastian Scharnagel, auf Wunsch seines Vaters, als Mehlhändler tätig, wechselte dann jedoch, nach dessen Tod, in die Ausbildung zum Zeichenkünstler.
In seiner Jugend besuchte er in Bamberg die 1794 gegründete Ingenieur- und Zeichenschule von Leopold Westen, die nach dessen Tod von Adalbert Philipp Sensburg weitergeführt wurde. Er war so gut, dass der Generalkommissar Stephan von Stengel, der ein Kunstkenner und Kunstsammler und auch das Kunstgewerbe ausübte, auf ihn aufmerksam wurde. Dieser sorgte dafür, das Sebastian Scharnagel vom Zeichenlehrer Carl Geibel (1780–1840) in der freien Handzeichnung ausgebildet wurde. Unter der weiteren Anleitung von Joseph Dorn entwickelte er einen großen Eifer in der Malerei und kopierte Gemälde von Anthonis van Dyck, Jacques Courtois, Philips Wouwerman und Pieter van Laer. Er machte so gute Fortschritte, dass er innerhalb eines Jahres 1811 in München die Königliche Akademie der Bildenden Künste besuchen konnte; dort erhielt er Unterricht beim Direktor Johann Georg von Dillis sowie von Konrad Ludwig Schwab an der Königlichen Central-Veterinär-Schule.
Als Historienmaler hatte er eine besondere Vorliebe für Bataillenstücke (Schlachtengemälde), darum studierte er auch besonders die Anatomie der Pferde und die Temperamente verschiedenen Rassen.
König Maximilian I. Joseph wurde auf ihn aufmerksam und übertrug ihm 1813 den Auftrag, ein Gemälde zu fertigen, das den Moment enthält, wie die Jungfrau von Orleans, aus der Gefangenschaft entflohen, das Kommando der Franzosen in der Schlacht übernimmt.
1815 kehrte er nach Bamberg zurück und erhielt kurz nach seiner Rückkehr vom Herzog Wilhelm den Auftrag, mehrere Gemälde für das Schloss Banz anzufertigen, unter anderem fertigte er ein Bild, dass den Herzog mit seinem Stallmeister und Gefolge zu Pferde, im Hintergrund war Banz abgebildet, zeigte. Dieses Bild fand soviel Gefallen, dass er für den Hof mehrere Kopien anfertigen musste, von denen die Königin Amalie von Sachsen auch eine erhielt. Weiterhin fertigte er einige große Altarblätter und mehrere andere Gemälde für Kirchen als auch für Kunstliebhaber, so gibt es auch einige Lithographien die Gegenden um Bamberg darstellten.
Als der Buchdrucker Lachmüller eine Steindruckerei einrichtete, erhielt er von diesem mehrere Aufträge, da er bereits in der Vergangenheit Abbildungen zu Eckartshausens Gebetbuch gezeichnet hatte.
Sebastian Scharnagel unternahm einige Reisen nach Österreich, Böhmen, Sachsen und die Schweiz, um die Kunstschätze dieser Länder näher kennen zu lernen. 1820 reiste er in die Gegenden am Main und unternahm 1822 eine Reise in Gesellschaft des Landschaftsmalers Philipp Joseph Kraus (1789–1864) in die Isar- und Donaugegenden bis Wien und reiste über Prag und Dresden wieder zurück nach Bamberg. 1835 reiste er in die Schweiz.
Am 12. Dezember 1823 war er Teilnehmer an der konstituierenden Sitzung des Kunstvereins in Bamberg und wurde später mehrmals in dessen Vorstand gewählt.
1830 organisierte er in Anwesenheit des bayerischen Königs Ludwig I. und dessen Ehefrau Therese von Sachsen-Hildburghausen eine Ausstellung von Werken einheimischer Künstler in der Residenz in Bamberg; 1833 organisierte er, anlässlich des ersten Bamberger Volksfestes, eine Ausstellung von älteren Kunstwerken aus diversen Privatsammlungen im Bamberger Rathaus.
Im Laufe der Zeit legte er eine Kunstsammlung von verschiedenen Glasgemälden, Kirchengefässen, Pokalen und sonstige Altertümer an, die neben dem Kunst- auch einen historischen Wert hatten. Auch mit der Numismatik beschäftigte er sich und war bemüht in seiner Münzsammlung die Bamberger und Würzburger Münzen zu komplettieren.
Er entwickelte auch eine Neigung zum Unterricht im Zeichnen und widmete sich dem Lehrfach als Maler und Zeichenlehrer 1830 am königlichen Lyzeum als Vertretung des erkrankten Ludwig Neureuther, dessen Stelle er 1832 nach seinem Tod erhielt. Weiterhin unterrichtete er an der landwirtschaftlichen und der Gewerbsschule, dem Schullehrerseminar und dem englischen Fräuleininstitut in Bamberg.
Weil er unverheiratet war, wollte er sein nicht unbeträchtliches Vermögen milden Stiftungen zukommen lassen sowie seine Münzsammlung zum allgemeinen Gebrauch für Kunstkenner bestimmen, allerdings traf ihn ein plötzlicher Nervenschlag, der seine Besinnungslosigkeit bis zu seinem Tod zur Folge hatte.
Er wurde in der 1836 errichteten Kapelle auf dem Kirchhof bei St. Stephan beigesetzt, dort befand sich später an der rechten Seitenmauer ein aus Stein gearbeitetes Monument, auf dem sein Monogramm (Pflugschar, Nagel, Malerpalette und Staffelei) angebracht waren. Auf einer Marmortafel stand:
Mehrere seiner Gemälde und Zeichnungen erhielten seine beiden Schwestern, die Kunsthändlerin Braun und die Magistratsrätin Schmidt.

## Trivia
Er hatte bis zu seinem Tod immer alle Vorschriften von Christoph Wilhelm Hufeland beachtet, die dieser in seiner Makrobiotik vorgab, und rieb nach der Rückkehr von Besuchen oder von Dienstgeschäften immer seine Kleidung mit Papier ab, weil er glaubte, das dort ein Miasma anhängen könne.

## Werke (Auswahl)
- 5 Blätter Pferde zu Karl Kegels Schriften: Ueber den Umgang mit Pferden. 1819 und Mittheilungen aus dem Umfang der Pferdezucht. Bamberg 1821;
- 1 Blatt: das fehlerhafte Pferd und die Babenburg;
- 4 Blätter, unter dem Titel: Auswahl der merkwürdigsten Umgebungen Bambergs, nach der Natur auf Stein gezeichnet.
  - a) die westliche Ansicht der Stadt Bamberg,
  - b) nordöstliche Ansicht des Vergnügungsortes Bug oberhalb Bamburg,
  - c) die Altenburg und
  - d) Schloß Giech, die Ansicht von Bughof, im Vorgrunde eine Fuhr Heu, ohne Inschrift. 1821;
- Zu der Schrift: Ueber die heidnischen Grabhügel bei Scheßlitz. 1829 von Nikolaus Haas lithographierte er die ausgegrabenen Gegenstände auf ein Folioblatt;
- zu dem Archiv für Geschichte und Alterthumskunde des Obermainkreises Bd. l. Heft 2. lithographierte er das Bildnis des Malers Hans Wolf von Bamberg nach einer Zeichnung von Albrecht Dürer;
- Herzog Wilhelm zu Pferd mit Gefolge, im Grunde das Schloss Benz.

## Schriften (Auswahl)
- Zeichnungen und Skizzen. 1830
- Katalog derjenigen Gemälde und Handzeichnungen, welche unter der Leitung des Malers Sebastian Scharnagel zu Bamberg verfertiget worden, und zum Besten der hiesigen Armen im Saale des Hochzeit-Hauses über eine Stiege vom 8ten bis 17ten April täglich von 10 bis 5 Uhr öffentlich aufgestellt sind. Bamberg Schmidt 1830.
- Katalog der Gemälde und Handzeichnungen, welche unter der Leitung des Lehrers der öffentlichen Zeichnungs-Anstalten Sebastian Scharnagel zu Bamberg im Jahre 1832 verfertiget wurden und im Aula-Gebäude zu ebener Erde vom 29. August bis zum 6. September täglich von 10-5 Uhr öffentliche aufgestellt sind. Bamberg Schmidt 1831.
- Verzeichnis der Gemälde und Handzeichnungen, welche unter der Leitung des Lehrers der öffentlichen Zeichnungs-Anstalten Sebastian Scharnagel zu Bamberg im Jahre 1832 verfertigt wurden. 1832.
- Katalog derjenigen Zeichnungen, welche unter Leitung des Zeichnunglehrers Sebastian Scharnagel zu Bamberg in den letztverflossenen III. Quartalen des Schuljahres 1832/33 verfertigt wurden: und am 8. Juli 1833 im Zeichnungssaale im Aula zur ebenen Erde Vormittags von 9 bis Nachmittags 5 Uhr öffentlich aufgestellt sind. Bamberg: Reindl 1833.
- Erinnerung an der Gruft unseres unvergeßlichen Freundes Herrn Sebastian Scharnagel, Malers und Zeichnenlehrers an der k. Studienanstalt, der landwirthschaftlichen und Gewerbsschule und dem k. Schullehrerseminar dahier, etc. etc.: dem Entschlafenen geweiht und allen, die ihn lieb hatten. Bamberg Reindl 1837.
- Franz Sebastian Scharnagel: 1791-1837: Ausstellung der Staatsbibliothek Bamberg, 2. 4.–30. 6. 1987. Bamberg: Staatsbibliothek Bamberg 1987.